# Bez prądu (album Lecha Janerki)
Bez prądu – pierwszy koncertowy album Lecha Janerki, nagrany w 1993 roku w Polskim Radio Łódź i wydany w maju 1994 roku.

## Lista utworów
źródło:.
1. „Historia podwodna”
2. „W czapę”
3. „Niewole”
4. „LA”
5. „Nie słuchaj, co kto mówi”
6. „Zuza”
7. „Śmielej”
8. „Paragwaj”
9. „Chcę tego”
10. „Śpij aniele mój”
11. „Bez kolacji”

## Twórcy
źródło:.
- Lech Janerka – śpiew, gitara basowa
- Wojciech Seweryn – gitara
- Bożena Janerka – wiolonczela
- Artur Dominik – perkusja